# 疾風ロンド
『疾風ロンド』（しっぷうロンド）は、東野圭吾の長編サスペンス小説。
2013年11月15日に実業之日本社から文庫書き下ろしで発刊された。東野の書き下ろしの文庫本での発売は、1996年10月14日に講談社文庫から発売された『名探偵の呪縛』から17年ぶりとなり、発売10日で100万部を突破した。
2014年12月11日には、単行本が実業之日本社から刊行された。
2016年に漫画化、映画化された。

## あらすじ
泰鵬大学医科学研究所から新型病原菌「K-55」が盗難される。直後、研究所所長の元に「全国民を人質に身代金3億円を要求する」というメールが届く。タイムリミットは4日間。しかし、それは秘密裏に開発された生物兵器であり、警察への通報は不可能だった。犯人の葛原は、メール送信直後に交通事故で死亡。残された手がかりは、葛原の遺品の受信機と、デジカメに残されたテディベアが写った7枚の写真のみ。
所長の東郷雅臣から、写真に写るスキー場を特定し、「K-55」を早急に回収するよう命じられた研究所主任の栗林和幸は、写真からテディベアの所在を推理した息子の秀人と共に里沢温泉スキー場へ向かう。しかし、栗林のスキー技術は秀人から呆れられるほど拙いものだった。そんな栗林を、ひそかに追う者がいた。

## 登場人物
根津昇平（ねづ しょうへい）
里沢温泉スキー場のパトロール隊員。元スノーボードクロス選手。
瀬利千晶（せり ちあき）
スノーボード選手。大会出場のため里沢温泉スキー場を訪れている。根津昇平とは顔馴染み。
栗林和幸（くりばやし かずゆき）
泰鵬大学医科学研究所 主任研究員。
栗林秀人（くりばやし しゅうと）
栗林和幸の息子。中学2年生。スノーボードに熱中している。
山崎育美（やまざき いくみ）
地元の板山中学2年生。スキー教室で里沢温泉スキー場にいる。
川端健太（かわばた けんた）
地元の板山中学2年生。スキー教室で里沢温泉スキー場にいる。
高野裕紀（たかの ゆうき）
地元の板山中学2年生。スキー教室で里沢温泉スキー場にいる。両親はスキー場内で喫茶店「カッコウ」を経営。病弱な妹をインフルエンザで亡くしており、妹を死に追いやった学校と妹の同級生を憎んでいると噂される。
折口栄治（おりぐち えいじ）
折口真奈美の弟。癖のあるフォームながら、ある程度スキーが得意。事業に失敗し、多額の借金を抱えている。
折口真奈美（おりぐち まなみ）
泰鵬大学医科学研究所 補助研究員。周囲からは鈍臭く真面目だけが取り柄と思われているが、好きな言葉は「能ある鷹は爪を隠す」。
東郷雅臣（とうごう まさおみ）
泰鵬大学医科学研究所所長。泰鵬大学生物学部長。
葛原克也（くずはら かつや）
泰鵬大学医科学研究所の元研究員。「K-55」を盗み出し脅迫状を送付した犯人。脅迫状送付直後に交通事故で死亡。

## 書誌情報
- 文庫本：実業之日本社文庫、2013年11月15日発売[1]、ISBN 978-4-408-55148-7
- 単行本：実業之日本社、2014年12月11日発売[5]、ISBN 978-4-408-53660-6
- 新書：実業之日本社ジュニア文庫、2020年11月6日発売[8]、ISBN 978-4-408-53770-2
- 文庫本新装版：実業之日本社文庫、2023年10月6日発売[9]、ISBN 978-4-408-55839-4

## 漫画
2016年、実業之日本社のWeb漫画サイトCOMICリュエルにて菊地昭夫の作画で連載され、同年10月27日にマンサンコミックス（実業之日本社）から、コミック版が発売された。

### 書誌情報（漫画）
東野圭吾（原作） / 菊地昭夫（作画） 『疾風ロンド』、〈マンサンコミックス〉全1巻
- 2016年10月27日発売[10]、 ISBN 978-4-408-17483-9

## 映画
2016年11月26日に全国公開された。監督は吉田照幸、主演は阿部寛。

### あらすじ（映画）
医科学研究所からバイオセーフティーレベル4の新型炭疽菌「K-55」が盗まれた。しかし、秘密裏に作った生物兵器なので警察に通報することも出来ない。所長の東郷の下には「K-55」を埋めた場所の目印というテディベアの写真と「三億円を用意しろ」という脅迫メールが届いた。犯人は研究所を解雇された葛原という研究員だったが、この直後、警察から葛原が死亡したという連絡が入る。葛原の遺品には「K-55」は無く、テディベアに埋め込まれた発信機の電源は4日後の金曜日までしか持たない。気温が10℃を超えると容器が破裂するため、東郷は主任研究員の栗林に大至急「K-55」を回収するように命令する。栗林は野沢温泉スキー場でテディベアを捜索し始めるが、久々のスキーで醜態を晒すばかりで、立ち入り禁止区域で深雪に嵌り救助を呼ばれ、翌日は滑走禁止の林の中へスキーで突っ込み足首靭帯を負傷してしまう。両日共に栗林の救助を行ったスキー場のパトロール隊員の根津とプロスノーボードクロス選手の千晶から栗林の行動を不審に思われたため、栗林は咄嗟に「新薬を隠されてしまった」と二人に嘘をつき、二人を「K-55」捜索に巻き込むことに成功する。しかし、そんな彼らの一部始終を見つめる不審な男がいた。

### キャスト
- 栗林和幸：阿部寛
- 根津昇平：大倉忠義
- 瀬利千晶：大島優子
- 折口栄治（ワダハルオ）：ムロツヨシ
- 折口真奈美：堀内敬子
- 葛原克也：戸次重幸
- 栗林秀人：濱田龍臣
- 高野誠也：志尊淳
- フロント係（ホテル）：野間口徹
- 高野由美子：麻生祐未
- 警察官（爆発物処理班）：生瀬勝久
- 高野裕紀：望月歩
- 川端健太：前田旺志郎
- 山崎育美：久保田紗友
- 牧田（パトロール隊・班長）：鼓太郎
- ワタナベ　カズシゲ：堀部圭亮
- ワタナベ　ヒサエ（ワタナベカズシゲの妻）：北島美香
- ワタナベ　ミハル（ワタナベカズシゲの娘）：稲垣来泉
- 店員（三つ葉食堂）：中村靖日
- 係員（バス駐車場）：田中要次
- 運転手（高速バス）：菅原大吉
- 山野（スキーショップ店主）：でんでん
- 東郷雅臣：柄本明

### スタッフ
- 原作：東野圭吾「疾風ロンド」（実業之日本社刊）
- 監督：吉田照幸
- 脚本：ハセベバクシンオー、吉田照幸
- 音楽：三澤康広
- 主題歌：B'z「フキアレナサイ」（VERMILLION RECORDS）[14]
- 製作：多田憲之、岡田美穂、木下直哉、間宮登良松、村田嘉邦、山本浩、渡邊耕一、岩野裕一、市村友一、細野顕宏
- 企画：須藤泰司
- エグゼクティブプロデューサー：重松圭一
- プロデューサー：栗生一馬、沖貴子
- アソシエイトプロデューサー：細谷まどか
- キャスティングプロデューサー：福岡康裕
- 音楽プロデューサー：津島玄一
- ラインプロデューサー：石川貴博
- 宣伝プロデューサー：谷口毅志
- 撮影：佐光朗
- 照明：加瀬弘行
- 録音：赤澤靖大
- 美術：和田洋
- 装飾：森原毅
- 編集：岸野由佳子
- 整音：小林喬
- VFXスーパーバイザー：鎌田匡晃
- 音響効果：北田雅也
- スクリプター：北濱優佳
- アシスタントプロデューサー：小川泰明
- 助監督：高橋正弥
- 制作担当：曽根晋
- 製作管理：角田朝雄
- 雪上ライディング撮影：柳島克己、平林利徳
- 配給統括：木村光仁
- 宣伝統括：鈴木英夫
- 製作統括：木次谷良助
- 配給：東映
- 製作プロダクション：東映東京撮影所
- 製作：「疾風ロンド」製作委員会（東映、関西テレビ放送、木下グループ、東映ビデオ、博報堂DYミュージック&ピクチャーズ、博報堂、Cygames、実業之日本社、朝日新聞社、JTBコミュニケーションデザイン）

### 関連商品
- 映像商品（2017年6月28日発売、発売元：東映ビデオ / 販売元：東映）
  - DVD：DSTD03995
  - DVD 特別限定版：DSTD03996
  - Blu-ray 特別限定版：BSTD03996

### テレビ放送
| 回 | 放送日       | 放送時間           | 放送局     | 放送枠   | 視聴率 | 備考         |
| -- | ------------ | ------------------ | ---------- | -------- | ------ | ------------ |
| 1  | 2020年1月7日 | 火曜 21:00 - 22:48 | フジテレビ | （なし） | 7.7%   | 地上波初放送 |